# Fusong
Fusong, tidigare stavat Fusung, är ett härad som lyder under Baishans stad på prefekturnivå i Jilin-provinsen i nordöstra Kina.